# Hadena stauderi
Hadena stauderi är en fjärilsart som beskrevs av Karl Schawerda 1921. Hadena stauderi ingår i släktet Hadena och familjen nattflyn. Inga underarter finns listade i Catalogue of Life.